# Gérard Chalet
Pas d'image ? Cliquez ici

a Compétitions nationales et continentales officielles uniquement.

Gérard Chalet, né le 25 janvier 1934 au Rieux-Minervois (Aude) et mort le 25 janvier 2021 à Mably (Loire), est un joueur français de rugby à XIII évoluant au poste de centre ou de demi d'ouverture dans les années 1950 à 1970.
Il joue au sein du club du R.C. Roanne avec lequel il remporte le Championnat de France rn 1960 et la Coupe de France en 1962.

## Palmarès
- Collectif : 
  - Vainqueur du Championnat de France : 1960 (Roanne).
  - Vainqueur de la Coupe de France : 1962 (Roanne).
  - Finaliste du Championnat de France : 1961 (Roanne).

### Statistiques
| Saison    | Saison    | Championnat           | Championnat | Coupe           | Coupe      |
| Saison    | Saison    | Comp.                 | Class.      | Comp.           | Class.     |
| --------- | --------- | --------------------- | ----------- | --------------- | ---------- |
| 1959-1960 | RC Roanne | Championnat de France | Champion    | Coupe de France | 1/4 finale |
| 1960-1961 | RC Roanne | Championnat de France | Finaliste   | Coupe de France | 1/2 finale |
| 1961-1962 | RC Roanne | Championnat de France | 1/4 finale  | Coupe de France | Vainqueur  |
| 1962-1963 | RC Roanne | Championnat de France | 1/2 finale  | Coupe de France | 1/4 finale |